# Sednoïde
Un sednoïde est un objet transneptunien du Système solaire dont le périhélie est au-delà de 50 unités astronomiques du Soleil et dont le demi-grand axe est compris entre 150 et 1 500 unités astronomiques. Ils correspondent à ce que Chadwick A. Trujillo et Scott S. Sheppard définissent, dans leur article annonçant la découverte de 2012 VP113, comme un objet du nuage d'Oort interne. Étant donné leur distance au Soleil, ils forment un sous-ensemble des objets détachés et des objets transneptuniens extrêmes.

## Nom
Dans leur article annonçant la découverte du transneptunien 2012 VP113, publié en mars 2014, Chadwick A. Trujillo et Scott S. Sheppard définissent ce qu'est un « objet du nuage d'Oort interne », sans jamais employer le nom « sednoïde ». Cependant, ce surnom, créé à partir de celui du premier objet connu de ce genre, à savoir (90377) Sedna, sur le modèle de « plutoïde », est utilisé dès octobre 2013 par les auteurs dans le résumé d'une présentation effectuée à la 45e rencontre de la Division de planétologie (Division for Planetary Sciences) de l'American Astronomical Society, laquelle rencontre s'est tenue juste avant la réception par l'éditeur de l'article sus-mentionné. Ce nom est repris dans une demande de temps d'observation effectuée par les deux auteurs pour le semestre 2014A (1er février au 31 juillet 2014). À la suite de la mise en ligne de l'article sur le site de Nature, le 26 mars 2014, le nom « sednoïde » est abondamment utilisé dans les médias, notamment anglophones,.

## Création de la catégorie
La création de la catégorie des sednoïdes date de l'annonce de la découverte de 2012 VP113 : cet objet, dont l'orbite est similaire à celle de (90377) Sedna, est en effet le deuxième objet connu ayant un périhélie supérieur à 50 unités astronomiques, donc situé en permanence au-delà de la limite extérieure de la ceinture de Kuiper.

## Listes des membres connus
- (90377) Sedna
- (541132) Leleākūhonua
- 2012 VP113
- 2021 RR205 (?)
- 2023 KQ14[6]